# Кардинал, Пьер-Ив
Пьер-Ив Кардинал (фр. Pierre-Yves Cardinal; 24 июля 1978, Квебек) — канадский актёр, известный, главным образом, ролью в фильме «Том на ферме» (2013) режиссёра Ксавье Долана. За эту роль он получил номинацию на премию Canadian Screen Awards в категории «Лучшая мужская роль второго плана», и победил в той же номинации на 17-й церемонии вручения премии Jutra Award в марте 2015 года.

## Фильмография
- 2009: Политех: Эрик
- 2011—2013: 19-2 (телесериал): Заш (3 эпизод)
- 2013: Травма (телесериал): Доктор Дансевик (1 эпизод)
- 2013: Том на ферме: Франсиз
- 2014: Молодые Волки (телесериал): Филипп
- 2014: Мамочка: охранник в госпитале
- 2014—2015:Новый адрес (телесериал): Симон Рикард
- 2016: Сын Жана: Бен
- 2023: Природа любви: Сильвен